# Müller Matz
Müller Matz (auch bekannt als „Müller-Schweinchen“) ist ein Kartenspiel, das in der ersten Hälfte des 20. Jahrhunderts und wahrscheinlich im 19. Jahrhundert im Baltikum gespielt wurde. Das Spiel findet in der Literatur Erwähnung, so in Else Hueck-Dehios „Tipsys sonderliche Liebesgeschichte“. Als Tipsy ein Heiratsantrag gemacht wird, begründet sie ihre „Absage“ (und beweist ihre Naivität) u. a. wie folgt: „Sie vergeuden Ihr Geld auf unsolideste Weise... Ja, Sie spielen. Sie sitzen auf den Klippen von Monte Carlo und spielen mit dem Fürsten von Monaco – Müller Matz“.

## Ursprung
Der Ursprung von Müller Matz liegt vermutlich in einem russischen Kartenspiel namens Melniki (russ. die Müller). Die Regeln entsprechen sich weitgehend. Über Melniki heißt es im Buch Kartenspiele Russlands von Nikolaj Rozaliev, dass es sich um ein Familienspiel handelt, mit dem Erwachsene und Kinder ihre freie Zeit verbrachten. Es sei im 20. Jahrhundert ausgestorben und heute nicht mehr anzutreffen. Wie Bernd Baron von Maydell bezeugt, wird es indessen bis heute in deutschbaltischen Familien gespielt. Der Begriff „Matz“ wird nach dem Wörterbuch von Grimm gleichsam als Name eines niedrigen oder törichten Menschen gebraucht und entspricht damit dem russischen Wort Durak (russisch „Dummkopf“). Da insbesondere der erste Teil von Müller Matz dem bekannten russischen Kartenspiel Durak ähnelt, findet sich hier wahrscheinlich der zweite Ursprung des Spiels und des Namens.

## Spielregeln
Man spielt mit einem (bei zwei bis etwa vier Spielern), sonst mit zwei vollen Kartenspielen (ohne Joker). Der Wert der Karten entspricht den Zahlen. Nach der 10 folgen Bube, Dame, König und Ass, in dieser Reihenfolge. Man spielt mit verdeckten Karten.
Das Spiel besteht aus zwei Teilen (hier genannt „Leben“). Gewonnen hat derjenige, der am Ende des zweiten Lebens als erster keine Karten mehr besitzt.

### Das erste Leben
Das Ziel des ersten Lebens ist es, das zweite Leben mit einem günstigen Blatt starten zu können. Eine verbreitete Strategie besteht darin, möglichst von jeder Farbe hohe Karten (aber insgesamt nicht zu viele) und Trümpfe für das zweite Leben zu sammeln.
Jeder Spieler bekommt anfangs drei Karten, der Rest wird verdeckt auf einen Stapel in die Mitte des Tisches gelegt. Eine Karte wird offen daneben gelegt und die Farbe ist dann Trumpf.  Es gibt die Möglichkeit, sie mit einer Spielkarte Sechs oder einer Zwei zu tauschen, allerdings nur, wenn man gerade am Zug ist.
Die Karten werden verdeckt gehalten. Derjenige, der links neben dem Kartengeber sitzt, beginnt, indem er seinem linken Nachbarn eine Karte ausspielt.
Es gibt nun drei Möglichkeiten:
1. Er kann die Karte stechen, entweder mit einer höheren der gleichen Farbe oder einem beliebigen Trumpf. Beide Karten legt er dann verdeckt vor sich für sein zweites Leben. Wer gestochen hat, kann seinerseits seinem linken Nachbarn ausspielen.
2. Er kann die Karte mit einer kleineren dem Ausspielenden zurückgeben, dann muss dieser die beiden Karten in sein zweites Leben mitnehmen und kann nochmals ausspielen. (Spielt man mit zwei Kartenspielen, darf derjenige, dem die Karte ausgespielt wurde und der die gleiche Karte noch einmal hat, entscheiden, ob er die Karte zurückgeben oder für sein zweites Leben aufbewahren möchte.)
3. Er kann die Karte aufnehmen; darf dann jedoch dieses Mal nicht ausspielen, sondern sein linker Nachbar kommt an die Reihe. Man erhält dadurch vier oder später auch mehr Karten in der Hand. Man darf vom mittleren Stapel erst wieder eine Karte nehmen, wenn man nur noch zwei Karten in der Hand hat.

Achtung: Man darf nicht vergessen, immer eine neue Karte vom Stapel zu nehmen, wenn man weniger als drei Karten in der Hand hat. Hat man drei Trümpfe in der Hand, darf man „schlafen“ gehen, was bedeutet, dass man die drei Trumpfkarten in sein zweites Leben ablegen kann und dafür drei neue Karten nehmen darf.
Sobald der Stapel in der Mitte leer ist, wird solange weiter gespielt, bis nur noch einer Karten in der Hand hat. Damit ist das erste Leben beendet und es beginnt  das zweite Leben. Wenn der Stapel aufgebraucht ist, kann man mit zwei oder einem Trumpf schlafen gehen.

### Das zweite Leben
Es beginnt derjenige, der im ersten Leben als erster keine Karten mehr hatte, indem er eine Karte in die Mitte ausspielt (am besten die kleinste Zahl der längsten Farbe).
Sein linker Nachbar hat drei Möglichkeiten:
1. Er kann mit einer höheren Karte derselben Farbe bedienen und diese auf die vorhergehende(n) Karte(n) ablegen.
2. Er kann mit einem (höheren) Trumpf (zweckmäßigerweise seinen niedrigsten Trumpf) bedienen (dann geht das Spiel mit Trumpf weiter).
3. Er kann die letzte in der Mitte liegende Karte aufnehmen, weil er nicht bedienen kann oder will. Dann ist sein linker Nachbar am Zug.

Liegen so viele Karten in der Mitte, wie es Mitspieler gibt, so sticht die letzte Karte und die Karten werden aus dem Spiel genommen. Derjenige, der gestochen hat, darf neu ausspielen. Wer als erster keine Karten mehr hat, hat gewonnen. Damit endet das Spiel aber noch nicht, sondern die restlichen Spieler spielen weiter. Liegen beim Ausscheiden eines Spielers noch Karten auf dem Tisch, wird noch nach der ursprünglichen Anzahl der Mitspieler gestochen. Sobald neu ausgespielt wird, sticht man nach der nun aktuellen Anzahl der Mitspielenden.
Verloren hat, wer als Letzter noch Karten auf der Hand hat.